# Administrativní dělení Antiguy a Barbudy
Antigua a Barbuda se administrativně dělí na 6 farních okrsků a 2 depedence.
|    | Farní okrsek | Hlavní město | Rozloha km² | Populace (2011) | Mapa |
| -- | ------------ | ------------ | ----------- | --------------- | ---- |
| 1. | Saint George | Piggots      | 24,41       | 7 496           |      |
| 2. | Saint John   | Saint John's | 66,96       | 49 225          |      |
| 3. | Saint Mary   | Bolans       | 63,55       | 7 067           |      |
| 4. | Saint Paul   | Falmouth     | 45,27       | 7 979           |      |
| 5. | Saint Peter  | Parham       | 32,37       | 5 269           |      |
| 6. | Saint Philip | Carlisle     | 40,67       | 3 125           |      |
|    | Dependence   | Hlavní město | Rozloha km² | Populace (2011) |      |
| 7. | Barbuda      | Codrington   | 160,58      | 1 638           |      |
| 8. | Redonda      | -            | 1,50        | 0               |      |